# Katja Stieler

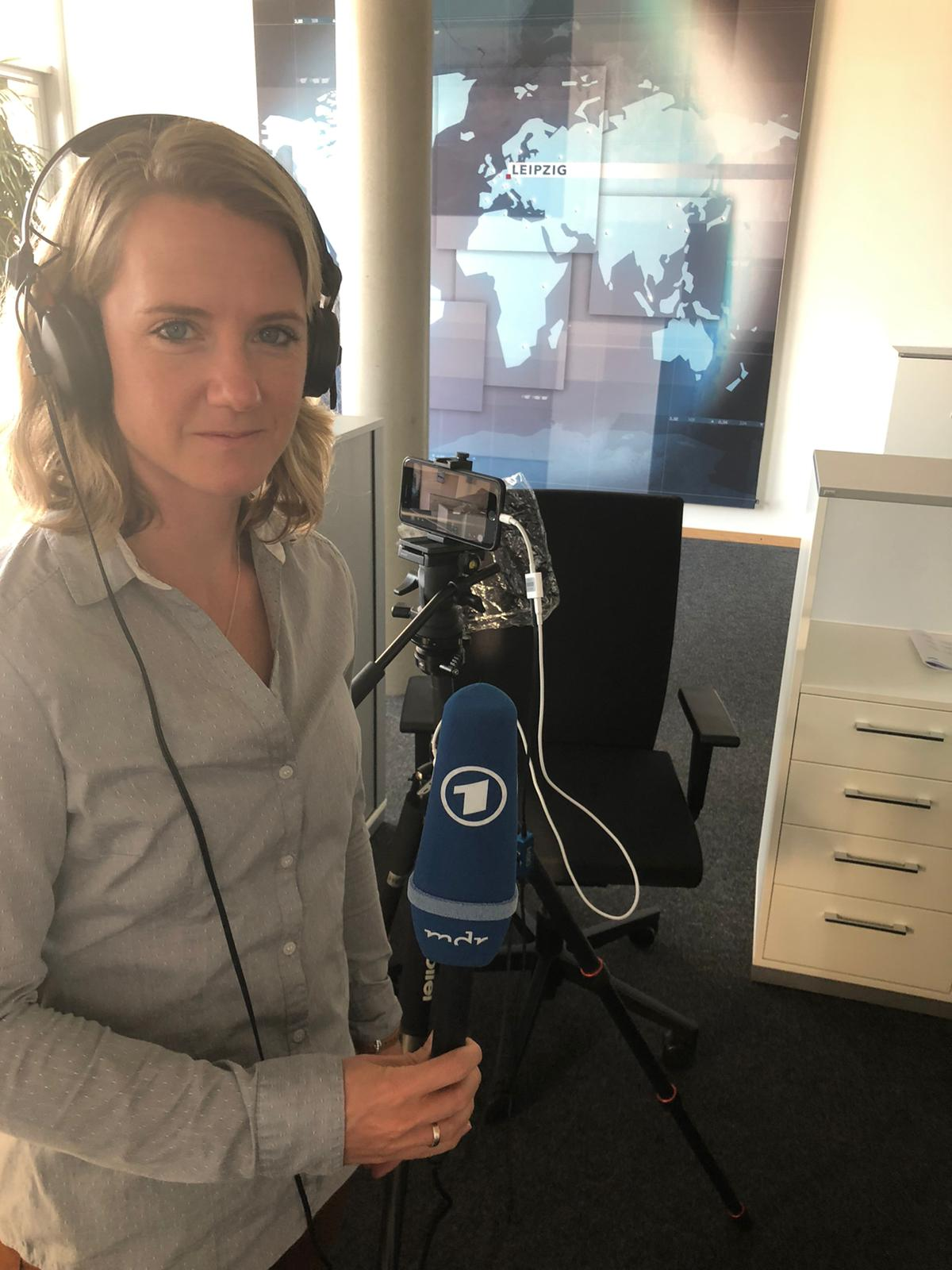
Katja Stieler bei der Arbeit (2020)

Katja Stieler (* 14. Oktober 1986 in Leipzig) ist eine ehemalige deutsche Kunstturnerin. Sie war Mitglied der deutschen Nationalmannschaft im Turnen. Seit 2012 ist sie Journalistin und Fernsehreporterin.

## Wirken
Katja Stieler besuchte von 1997 bis 2006 das Sportgymnasium in Leipzig. Von 1999 bis 2001 wurde sie vierfache Deutsche Jugendmeisterin im Kunstturnen. 2001 nahm sie am Europäischen Olympischen Jugendfestival im spanischen Murcia teil und wurde mit der Junioren-Nationalmannschaft Neunte. Für diese Erfolge wurde sie vom Sächsischen Kultusministerium mit einem Nachwuchspreis in der Kategorie Sport ausgezeichnet.
2002 turnte Stieler erstmals im Seniorenbereich. Beim Deutschen Turnfest in Leipzig im gleichen Jahr wurde sie deutsche Vizemeisterin am Balken sowie Dritte am Boden und im Mehrkampf. Als Mitglied der deutschen Nationalmannschaft bestritt sie zahlreiche Länderkämpfe. Zum Abschluss ihrer sportlichen Karriere erturnte sich Stieler beim Deutschen Turnfest in Berlin 2005 den Meistertitel am Balken und wurde Vizemeisterin im Mehrkampf. Bis zuletzt trainierte sie beim Turn- und Gymnastikclub Leipzig unter Walter Bernasch.
Infolge einer Schulterverletzung beendete Katja Stieler ihre turnerische Laufbahn 2006 und bereitete sich danach auf eine Berufsausbildung als Journalistin vor. An der Universität Leipzig studierte sie Anglistik und Journalismus. Währenddessen arbeitete Stieler als Praktikantin im ZDF-Auslandsstudio London und als Volontärin im ARD-Hauptstadtstudio. Beim Mitteldeutschen Rundfunk ist Stieler seit 2012 als Fernsehreporterin tätig. Dort berichtet sie für die Nachrichtensendung MDR aktuell über regionale, nationale und internationale Ereignisse.
Katja Stieler ist verheiratet und lebt in Leipzig.